# Święta Rozalia (województwo mazowieckie)
Święta Rozalia – osada leśna w Polsce położona w województwie mazowieckim, w powiecie makowskim, w gminie Rzewnie
Według administracji kościelnej miejscowość przynależy do rzymskokatolickiej parafii  św. Apostołów Szymona i Judy Tadeusza w Szelkowie.
W latach 1975–1998 miejscowość administracyjnie należała do województwa ostrołęckiego.